# Халілян (Шафт)
Халілян (перс. خليلان) — село в Ірані, у дегестані Джірдег, в Центральному бахші, шагрестані Шафт остану Ґілян. За даними перепису 2006 року, його населення становило 463 особи, що проживали у складі 110 сімей.

## Клімат
Середня річна температура становить 14,24°C, середня максимальна – 27,75°C, а середня мінімальна – -0,71°C. Середня річна кількість опадів – 1015 мм.
| Клімат поселення                              | Клімат поселення | Клімат поселення | Клімат поселення | Клімат поселення | Клімат поселення | Клімат поселення | Клімат поселення | Клімат поселення | Клімат поселення | Клімат поселення | Клімат поселення | Клімат поселення | Клімат поселення |
| Показник                                      | Січ.             | Лют.             | Бер.             | Квіт.            | Трав.            | Черв.            | Лип.             | Серп.            | Вер.             | Жовт.            | Лист.            | Груд.            |                  |
| Середній максимум, °C                         | 9,32             | 10,19            | 12,14            | 17,90            | 22,06            | 25,76            | 27,75            | 27,63            | 23,94            | 21,10            | 16,89            | 12,08            |                  |
| Середня температура, °C                       | 4,31             | 5,20             | 7,14             | 12,88            | 17,05            | 20,75            | 23,46            | 23,32            | 19,64            | 16,81            | 12,59            | 7,78             |                  |
| Середній мінімум, °C                          | −0,71            | 0,18             | 2,12             | 7,88             | 12,04            | 15,73            | 19,15            | 19,02            | 15,34            | 12,50            | 8,28             | 3,47             |                  |
| Норма опадів, мм                              | 107              | 87               | 82               | 53               | 44               | 28               | 24               | 48               | 102              | 155              | 142              | 143              |                  |
| Середньомісячна швидкість вітру, м/с          | 2.27             | 2.32             | 2.40             | 2.32             | 2.30             | 2.42             | 2.52             | 2.34             | 2.09             | 2.06             | 1.90             | 1.98             |                  |
| Середньомісячна сонячна радіація, кДж/м²·день | 6898             | 9002             | 11105            | 15751            | 19884            | 22054            | 22915            | 19502            | 15997            | 11021            | 8670             | 6653             |                  |
| --------------------------------------------- | ---------------- | ---------------- | ---------------- | ---------------- | ---------------- | ---------------- | ---------------- | ---------------- | ---------------- | ---------------- | ---------------- | ---------------- | ---------------- |
| Джерело:                                      |                  |                  |                  |                  |                  |                  |                  |                  |                  |                  |                  |                  |                  |